# جيمي كيبي
جيمي كيبي (بالفرنسية: Jimmy Kébé)‏ هو لاعب كرة قدم مالي وفرنسي في مركز نصف الجناح، ولد في 19 يناير 1984 في فيتري سور سين في فرنسا. شارك مع منتخب مالي الأولمبي لكرة القدم ومنتخب مالي لكرة القدم. أما مع النوادي، فقد لعب مع كريستال بالاس وليدز يونايتد ونادي بولون ونادي ريدنغ ونادي شاتورو ونادي لانس.

## وصلات خارجية
- جيمي كيبي على موقع رابطة كرة القدم الفرنسية للمحترفين (الإنجليزية)
- جيمي كيبي على موقع قاعدة بيانات كرة القدم.إي يو (الإنجليزية)
- جيمي كيبي على موقع ناشيونال فوتبول تيمز (الإنجليزية)
- جيمي كيبي على موقع Soccerbase.com (لاعب) (الإنجليزية)
- جيمي كيبي على موقع Soccerway.com (الإنجليزية)
- جيمي كيبي على موقع عالم كرة القدم.نت (الإنجليزية)
- جيمي كيبي على موقع أوليمبيديا (الإنجليزية)
- جيمي كيبي على موقع AS.com (الإسبانية)